# ژلوبین
ژولبین (به لاتین: Zhlobin) یک منطقهٔ مسکونی در بلاروس است که در منطقه گومل واقع شده‌است. ژولبین ۲۸ کیلومتر مربع مساحت و ۷۶٬۰۷۸ نفر جمعیت دارد و ۱۴۰ متر بالاتر از سطح دریا واقع شده‌است.

## خواهرخوانده
شهرهای سکالنگه و ویکسا خواهرخوانده‌های ژولبین هستند.